# Confrontos entre Bahia e Vasco da Gama no futebol
Confrontos entre Bahia e Vasco da Gama no futebol são as partidas disputadas entre Esporte Clube Bahia e Club de Regatas Vasco da Gama, dois clubes do futebol brasileiro de estados diferentes, Bahia e Rio de Janeiro respectivamente.

## História
O histórico do confronto Vasco–Bahia aponta grande equilíbrio, com a primeira partida tendo sido realizada em 1936. O confronto também se destaca pelo fato de apontar algumas goleadas dilatadas.
No Campeonato Brasileiro Série A a vantagem é do Bahia, pois em 47 jogos o Bahia venceu 17, empatou 18 e perdeu 12.
As equipes já se encontraram duas vezes em playoffs do Campeonato Brasileiro. Em 1959, Bahia e Vasco se enfrentaram na semifinal da Taça Brasil (antigo formato do atual Campeonato Brasileiro), e o Bahia se classificou após três jogos, chegando até a final, onde se sagraria campeão. Em 2000, se enfrentaram na fase mata-mata da Copa João Havelange, o Campeonato Brasileiro daquele ano. Após dois jogos eletrizantes (3–3 e 3–2), o Vasco se classificou às quartas de final daquele torneio, que em seu fim sagraria o time carioca como campeão.
Pelo Campeonato Brasileiro Série B aconteceram seis partidas. Neste quesito os times estão equilibrados cada um com três vitórias.
Já pela Copa do Brasil, duas vitórias para o Bahia e duas para o Vasco, com o Vasco eliminando o Bahia em 2003 e sendo eliminado pelo clube baiano em 2018.

## Confrontos eliminatórios

### Em competições da CBF
- O Bahia eliminou o Vasco da Gama nas semifinais da Taça Brasil de 1959.
- O Vasco da Gama eliminou o Bahia nas oitavas de final da Copa João Havelange de 2000.
- O Vasco da Gama eliminou o Bahia nas oitavas de final da Copa do Brasil de 2003.
- O Bahia eliminou o Vasco da Gama nas oitavas de final da Copa do Brasil de 2018.